# アブドゥッラー・ビン・ムタイブ・アール・サウード
アブドゥッラー・ビン・ムタイブ・ビン・アブドゥッラー・アール・サウード（عبد الله بن متعب بن عبد الله آل سعود, Abdullāh bin Mutaib bin Abdullāh Āl Saūd; 1984年10月13日生）は、サウジアラビアの障害飛越競技（馬術）の選手の一人である。サウード家（アール・サウード）出身。称号は王子（アミール）。

## 来歴と教育
アブドゥッラーは1984年の10月13日、ロンドンにおいて生誕した。父親は第6代国王アブドゥッラーの息子、ムタイブ、母親はアブドゥルラフマンの息子、アブドゥッラーの娘、ジャワーヒルである。アブドゥッラーはサウード国王大学に学び、法学の学位を取得した。

## 馬術競技選手として
アブドゥッラーは馬術の障害飛越競技の選手として、さまざまな大会に参加している。2006年にカタールのドーハで開催されたアジア競技大会にも障害飛越・団体、サウジアラビア代表のひとりとして出場し、金メダルを取得した。オリンピックに関しては、2008年の北京で行われた夏季オリンピック競技大会に出場し、4年後の2012年のロンドン大会にも出場した。同ロンドン大会においては、アブドゥッラーを含むサウジアラビアのチームが、障害飛越・団体競技において銅メダルを得た。その際、アブドゥッラー自身は13失点で試技を終えた。